# Публий Мевий Сур
Публий Мевий Сур (на латински: P. Mevius Surus) е политик и сенатор на Римската империя през началото на 3 век.
Той е проконсул, управител на римската провинция Дакия заедно с трите провинции Tres Daciae (Горна Дакия, Долна Дакия и Dacia Porolissensis) около 205 г.
През 1850 г. в Kastell Vetel (също позната и като Kastell Micia) на дакийския лимес (limes Daciae), във Веțел, окръг Хунедоара, регион Трансилвания в Румъния, e намерен негов надпис от 205 г., посветен на император Калигула:
| „ | Imp(eratori) Caes(ari) L(uci) Septimi(i) Severi Pii Petinacis Aug(usti) Arabici Adiabenici Parthici maximi filio divi Marci Antonini Pii Germanici Sarmatici nepoti divi Antonini Pii pronepoti divi Hadriani abnepoti divi Traiani Parthici et divi Nervae adnepoti M(arco) Aur(elio) Antonino Aug(usto) eq(uites) alae Campagonum dedicante Mevio Suro co(n)s(ulare) | “ |